# Risikosignal
Risikosignal (englisch: safety signal) bezeichnet Informationen, die bei der Überwachung von Risiken von Arzneimitteln gewonnen werden und auf einen möglichen neuen Zusammenhang zwischen einem Arzneimittel und einer Nebenwirkung hinweisen. Zur Abschätzung der Wahrscheinlichkeit eines solchen Zusammenhangs und zur Entscheidung, ob regulatorische Maßnahmen erforderlich sind, sind weitere Untersuchungen und eine Beurteilung der Risikosignale durch Experten erforderlich. Das Erkennen und Management von Risikosignalen ist ein wesentlicher Bestandteil der Pharmakovigilanz.
→ siehe auch: Pharmakovigilanz #Signalerkennung und -management
Die Europäische Arzneimittel-Agentur erfasst solche Signale durch regelmäßige Auswertung der Verdachtsfallmeldungen von Nebenwirkungen innerhalb des Systems EudraVigilance.